# Пятьсот миллионов бегумы
«Пятьсот миллионов бегумы» (фр. Les Cinq Cents Millions de la Bégum) — научно-фантастический роман Жюля Верна (в соавторстве с Андре Лори), изданный в 1879 году.

## История создания книги
В основе романа — присланная издателю Этцелю в 1877 или 1878 году рукопись коммунара (участника Парижской коммуны) Паскаля Груссе (псевдоним — Андре Лори), озаглавленная «Наследство Ланжеволя». Патриотическая идея Груссе была близка Этцелю и Верну, однако художественный уровень рукописи оставлял желать лучшего. Издатель передал книгу на доработку Верну. В своём отзыве Верн написал, в частности, следующее:
Романа, если можно назвать это романом, фактически не существует. В нём начисто отсутствует действие, борьба, интрига ослаблена и не может захватить читателя. Никогда в жизни я не видел ничего более бесформенного: в тот самый момент, когда у читателя может появиться интерес, действие застывает.
В результате подписан договор, в соответствии с которым роман должен был выйти под изменённым названием и без упоминания имени Лори. В одном из писем издатель предложил альтернативное название романа: «Два города». Верн значительно изменил трактовку отдельных персонажей и сюжетных линий «Наследства Ланжеволя».

## Сюжет
Доктор Франсуа Саразен неожиданно узнаёт, что стал носителем титула баронета и получателем сопутствующего наследства в сумме 527 млн франков, «собранного многими поколениями индийских раджей». Дело в том, что его дядя когда-то принял британское подданство, заслужил в Индии военный титул и женился на бенгальской бегуме. Сказочное наследство Саразен, ставший богаче самого Ротшильда, решает потратить на строительство прекрасного «города здоровья и благоденствия», который он называет Франсевилль («Французский город») в честь своей родины.

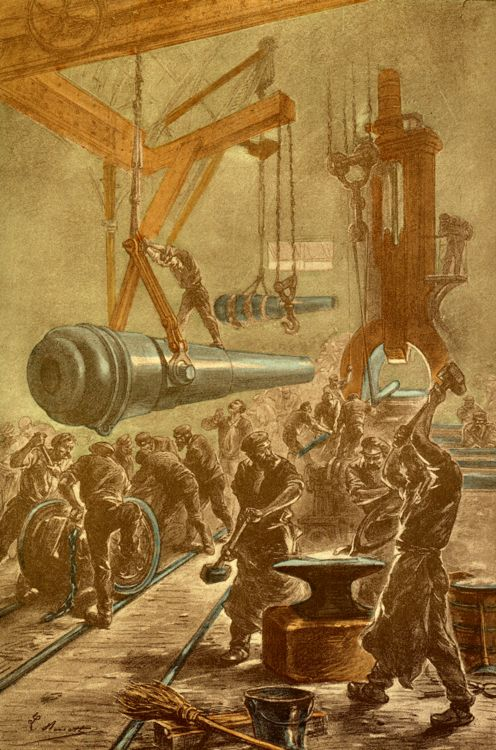
Иллюстрация Леона Бенета, 1879

Однако информация о богатом наследнике попадается на глаза немецкому профессору Иенского университета, доктору химических наук приват-доценту Шульце, который оказывается родственником Саразена. Шульце убеждён в превосходстве германского народа над остальными, и его задевает за живое, что такое огромное наследство получит представитель «латинской расы», которая, по его мнению, «обречена на неизбежное вырождение». Он предъявляет собственные права на наследство, и в итоге соперники делят его пополам, по 250 миллионов франков каждому.
Проходит пять лет. Действие происходит теперь в Соединённых Штатах, на юге Орегона. Саразен, следуя своему плану, действительно построил благоустроенный по последнему слову техники город Франсевилль, который управляется по принципам, близким к социалистическим. Город, в котором царят гуманность и справедливость, растёт и процветает, и очень многие люди мечтают поселиться в нём. Даже недоброжелатели Саразена признают, что его проект стал очень успешным, многократно приумножив состояние доктора. Сам же доктор Саразен продолжает жить более чем скромно: все заработанные деньги он вкладывает в созданный им город.
Тем временем бывший профессор химии Шульце успешно реализует свои собственные планы. Жажда соперничества побуждает его создать город-завод Штальштадт («Стальной город»), в котором проживает 30 тысяч рабочих, занятых на производстве артиллерийских орудий. Шульце зарабатывает огромные деньги, поставляя оружие по всему миру. Закрытый завод имеет недобрую славу, поскольку ходят слухи, что Шульце работает над чудовищной военной машиной неслыханной мощности, способной обеспечить Германии победу над всеми прочими армиями. Создаётся впечатление, что руководитель завода является крайним нацистом и действительно мечтает о расовой чистке планеты.
Чтобы раскрыть планы немца, на его завод устраивается работать эльзасец Марсель Брукман — лучший друг сына Саразена, воспитанный семьёй профессора. Он выдаёт себя за швейцарца Иоганна Шварца, профессионального литейщика. Француз обладает недюжинными физическими и умственными способностями, благодаря чему быстро продвигается по карьерной лестнице и, в конце концов, обращает на себя внимание самого Шульце. После удачного собеседования Марсель становится личным помощником хозяина завода. Спровоцировав начальника на откровенность, он узнаёт, что в недрах Штальштадта построена огромная пушка с дальнобойностью 40 км. Снаряды этой пушки, снаряженные вторичными пусковыми установками, могут мгновенно вызвать в атакуемом городе сотни пожаров. Такой снаряд невозможно сбить, поскольку он движется со скоростью, превышающей 10 км/с. Кроме того, в арсенале Шульце есть и другие снаряды — наполненные сжиженной углекислотой, испаряющейся с резким понижением температуры. По словам немца, «всякое живое существо, находящееся в пределах тридцати метров от места взрыва, должно неминуемо погибнуть от леденящей температуры и от удушья». Первой мишенью злобного нациста должен стать как раз Франсевилль, лежащий в сорока милях от Штальштадта. 
Узнав слишком много, Марсель подписывает себе смертный приговор: об этом ему сообщает сам Шульце, кляня себя за лишнюю откровенность, заставляющую его убить ценного помощника. Усыпив своих стражников и устроив поджог, чтобы инсценировать свою смерть, француз бежит из Штальштадта по руслу подземной реки. Пройдя пешком сорок миль, Марсель прибывает во Франсевилль утром рокового дня, предупреждая доктора о готовящейся атаке. Город начинает готовиться к борьбе с пожарами. 
Но сам Марсель, проведя час наедине с карандашом и листом бумаги, неожиданно объявляет, что жителям города нечего бояться. Шульце, ослеплённый ненавистью к другим расам, не учёл законов физики: снаряд, движущийся с первой космической скоростью, не может упасть. Он выйдет на орбиту, став новым спутником Земли. Более того, расчеты Марселя показывают, что кумулятивный заряд, использованный немцем для сообщения снаряду нужной скорости, гарантированно разрушит его пушку. Так всё и оказывается: через несколько минут над городом проносится пушечный снаряд и, не упав, мгновенно скрывается в небе. 
Через несколько дней Шульце бесследно исчезает, и Штальштадт перестает функционировать. Марсель и Октав, сын доктора Саразена, предпринимают вылазку, чтобы узнать планы врага. Они обнаруживают развалившийся завод: Шульце был его мозговым центром, и без него завод перестал существовать. Марсель и Октав выясняют, что Шульце погиб от несчастного случая: в его лаборатории взорвался снаряд с углекислотой, и немец-автократ мгновенно превратился в ледяную статую.
Франсуа Саразен горюет, узнав о смерти Шульце: он слишком хорошо понимает, чего мог бы достичь этот человек, если бы применил свои способности, идя по пути добра. Штальштадт возрождается как промышленный центр под руководством Марселя Брукмана. Марсель, долгое время скрывавший свою любовь к дочери Саразена, выясняет, что профессор всё знал, и получает его благословение на свадьбу.

## Влияние
Сюжет книги «Пятьсот миллионов Бегумы» был позднее трансформирован Гастоном Леру в его романе «Рультабийль у Круппа» (1917). 
Книга была воспринята поздними читателями и критиками как раннее предчувствие подъёма нацистской Германии, а её главного злодея критики назвали «прото-Гитлером». Роман отражает образ мышления, преобладавший во Франции после её поражения во франко-германской войне 1870–1871 годов, демонстрируя резкий антигерманский уклон, который полностью отсутствовал в работах Верна до 1871 года, таких как «Путешествие к центру Земли», где главные герои профессор Лиденброк и его племянник Аксель — немцы, причём весьма симпатичные личности. Уолтер А. Макдугалл  в своем обширном обзоре работ Верна так прокомментировал роман «Пятьсот миллионов бегумы»: «После франко-прусской войны Верн начал изобретать безумных ученых и злых гениев».
На протяжении всей книги Верн неоднократно высмеивает расистские идеи Шульца и их автора (слово «Фатерланд» в немецком языке постоянно встречается во французском переводе диатриб Шульца). Как отмечает обозреватель Пол Кинкейд, высмеивание Верном этнических стереотипов немцев можно рассматривать как часть этнических стереотипов противоположного направления. 

## Экранизации и адаптации
Несмотря на относительную известность романа в англоязычных странах, он был адаптирован для кино всего один раз — в 1979 году в Чехословакии режиссёром Людвигом Ражей  под названием «Тайна железного города». Страна размещения городов в картине не указывается, Франсевилль назван Фортуной, профессор Шульц получил говорящую фамилию Янус. 

## Комментарии
1. ↑  В годы Первой мировой войны немцы смогли создать пушку, дальнобойность которой достигала 130 км.